# گورستان گدیح باشی
گورستان گدیح باشی مربوط به سدهٔ ۶ تا ۹ ه.ق است و در شهرستان ورزقان، بخش مرکزی، دهستان ازومدل جنوبی، ۱/۵ کیلومتری غرب روستای علویق واقع شده و این اثر در تاریخ ۲۷ بهمن ۱۳۸۷ با شمارهٔ ثبت ۲۴۷۰۸ به‌عنوان یکی از آثار ملی ایران به ثبت رسیده است.